# Charles City
Charles City is een plaats (city) in de Amerikaanse staat Iowa, en valt bestuurlijk gezien onder Floyd County.

## Demografie
Bij de volkstelling in 2000 werd het aantal inwoners vastgesteld op 7812.
In 2006 is het aantal inwoners door het United States Census Bureau geschat op 7604, een daling van 208 (-2,7%).

## Geografie
Volgens het United States Census Bureau beslaat de plaats een oppervlakte van
16,1 km², waarvan 15,9 km² land en 0,2 km² water. Charles City ligt op ongeveer 307 m boven zeeniveau.

## Plaatsen in de nabije omgeving
De onderstaande figuur toont nabijgelegen plaatsen in een straal van 20 km rond Charles City.

## Geboren
- George Nelson (1950), astronaut